# Morse (Schiffsname)
Morse (franz.: Walross) ist der Name mehrerer U-Boote und einer U-Boot-Klasse der französischen Marine:
- Morse (U-Boot, 1900): war ein rein elektrisch angetriebenes U-Boot. Das Boot wurde 1909 stillgelegt.
- Morse-Klasse: bestand aus zwei U-Booten. Die Boote wurden 1914 außer Dienst gestellt.
- Morse (1928): war ein U-Boot der Requin-Klasse. Das U-Boot lief 1940 auf eine französische Seemine und sank.
- Morse (S 638): war ein U-Boot der Narval-Klasse. Das U-Boot wurde 1986 außer Dienst gestellt.